# Grumman F6F Hellcat
El Grumman F6F Hellcat («gat infernal» en anglès) va ser un caça embarcat nord-americà durant la Segona Guerra Mundial. Fabricat per la companyia nord-americana Grumman, era el successor del Grumman F4F Wildcat amb el qual compartia un aire familiar malgrat ser un disseny completament nou. El Hellcat, juntament amb el Vought F4U Corsair, va ser el principal caça embarcat de l'Armada dels Estats Units durant la segona meitat de la Segona Guerra Mundial
El Hellcat va demostrar ser el caça més reeixit de la història naval, reclamant-se l'abatiment de 5.163 avions enemics per pilots de l'Armada dels Estats Units i del Cos de Marines dels Estats Units, i 52 abatiments més sent pilotats per personal de la Marina Real Britànica. Acabada la Segona Guerra Mundial, el Hellcat va ser ràpidament relegat del servei de primera línia, retirant-se els últims caces nocturns en el 1954

## Desenvolupament i disseny

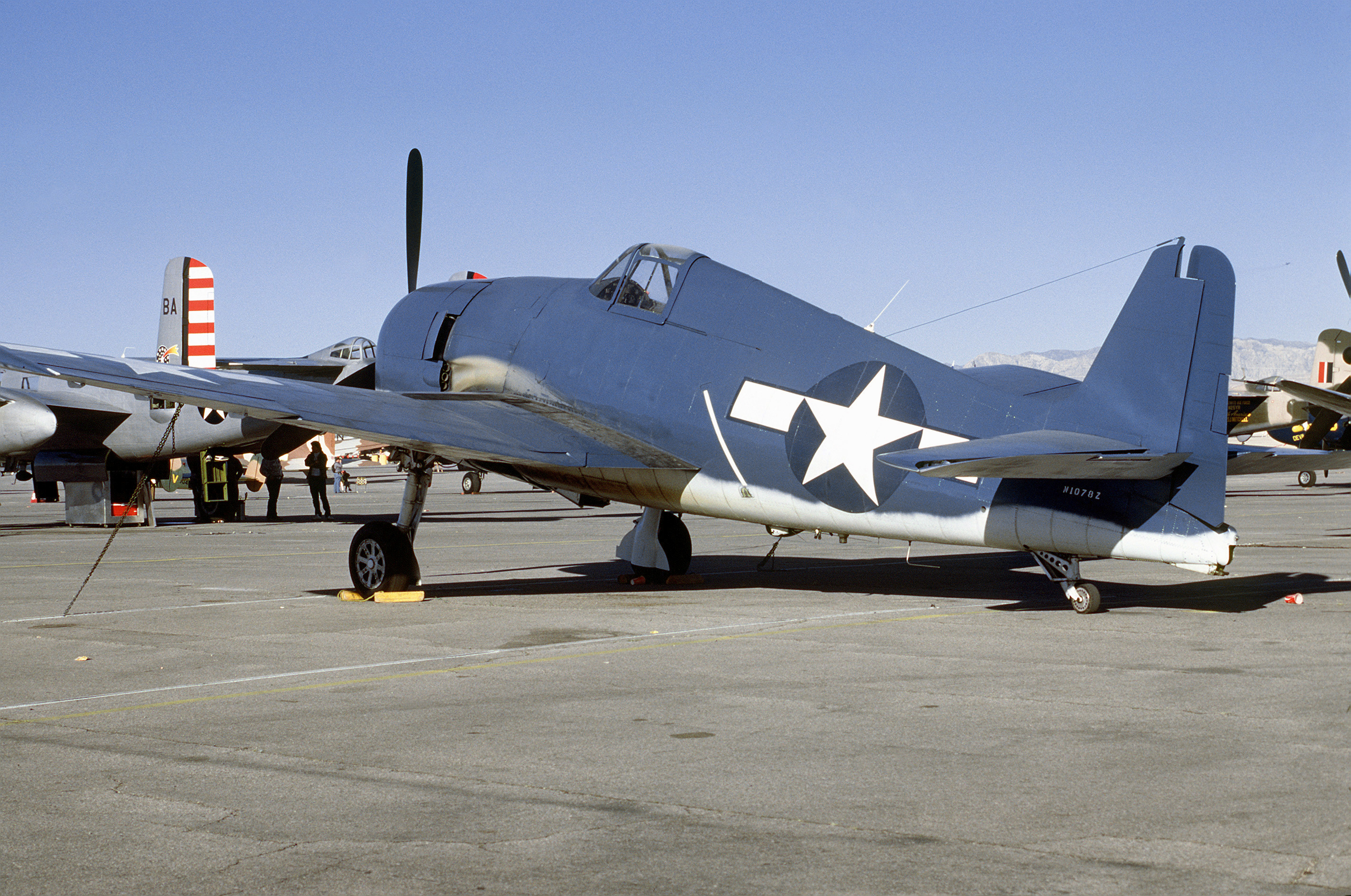
Grumman F6F en exposició

Molt abans de l'atac a Pearl Harbor i que els F4F Wildcats entaulessin combat amb els molt més maniobrables A6M Zero japonès en el Sud del Pacífic, Grumman estava treballant en un successor del Wildcat. El contracte per a la producció del prototip XF6F-1 va ser signat el 30 de juny de 1941. El F6F va ser dissenyat originalment per utilitzar el motor Wright R-2600 Cyclone de 1.700 HP i emprant com a model al seu germà major Wildcat i l'experiència britànica en els combats aeris d'Europa.
No obstant això, un succés inesperat va obligar a introduir-li millores. El 10 de juliol de 1942 les tropes nord-americanes van descobrir a l'illa Akutan un caça Mitsubishi Zero que havia fet un aterratge forçós. El seu pilot japonès va morir, però l'avió estava gairebé intacte i va poder ser provat, comprovant-se que aquest Zero A6M2 Model 21 era superior al XF6F-1. La Grumman llavors va decidir millorar el model del nou caça perquè pogués superar al Mitsubishi Zero, que en aquest moment dominava els aires del Teatre d'Operacions del Pacífic.
Amb aquest objectiu al capdavant, Grumman va instal·lar el Pratt & Whitney R-2800 Double Wasp de 2.000 HP estimant que les prestacions del caça millorarien en un 25%. El primer prototip equipat amb el motor Cyclone (02981) va volar per primera vegada el 26 de juny de 1942 mentre que el primer avió equipat amb el Double Wasp, el XF6F-3 (02982), va volar per primera vegada el 30 de juny d'aquest mateix any.
El XF6F-2 va ser un disseny proposat per Grumman juntament amb els primers prototips, que incorporava un turbocompressor, però les millores en les prestacions no van ser molt notables pel que es va decidir no continuar amb el seu desenvolupament, igual que el del XF6F-3 equipat amb dos turbocompressors, fins que la Marina nord-americana demanés un Hellcat més veloç. No obstant això, les variants més tardanes XF6F-4 i XF6F-5 es van veure beneficiades pel desenvolupament inicial dels XF6F-2 i XF6F-3.
Com el Wildcat, el Hellcat va ser dissenyat per ser fabricat fàcilment i per suportar nombrosos danys en combat. Un total de 96 kg de blindatge van ser instal·lats en la cabina per ajudar la supervivència del pilot, així com un parabrisa resistent i diversos blindatges al voltant del tanc d'oli i del refrigerador d'oli. El tanc de combustible també es va autosegellar reduint la possibilitat d'incendis i sovint permetien que avions molt danyats tornessin a casa.
El millor As de la marina nord-americana de tots els temps, el Capità (retirat) David McCampell, va obtenir totes les seves victòries pilotant un Hellcat. En una ocasió va descriure al F6F com:
| «                 | ...an outstanding fighter plane. It performed well, was easy to fly and was a stable gun platform. But what I really remember most was that it was rugged and easy to maintain. ...un caça fora del comú. Tenia bones prestacions, era fàcil de pilotar i era una plataforma de tir estable. Però el que més recordo és que era robust i fàcil de mantenir. | » |
| — David McCampell | |   |

Els primers avions de sèrie que van sortir de la planta de muntatge van ser designats F6F-3 i van volar per primera vegada el 3 d'octubre de 1942, aconseguint el servei operatiu amb el VF-9 a bord del USS Essex (CV-9) al febrer de 1943.
En comptes de l'estret tren d'aterratge del Wildcat, que es replegava en el fuselatge requerint que el pilot accionés un total de 27 vegades una manovella, el Hellcat tènia un tren d'aterratge ample, hidràulic i que girava 90° per replegar-se dins de les ales. Les ales eren baixes, en comptes de l'ala mitjana del Wildcat, i es plegaven de la mateixa manera que les versions anteriors del F4F permetent que el Hellcat es compacti per operar en la coberta del portaavions o en l'hangar d'aquests.

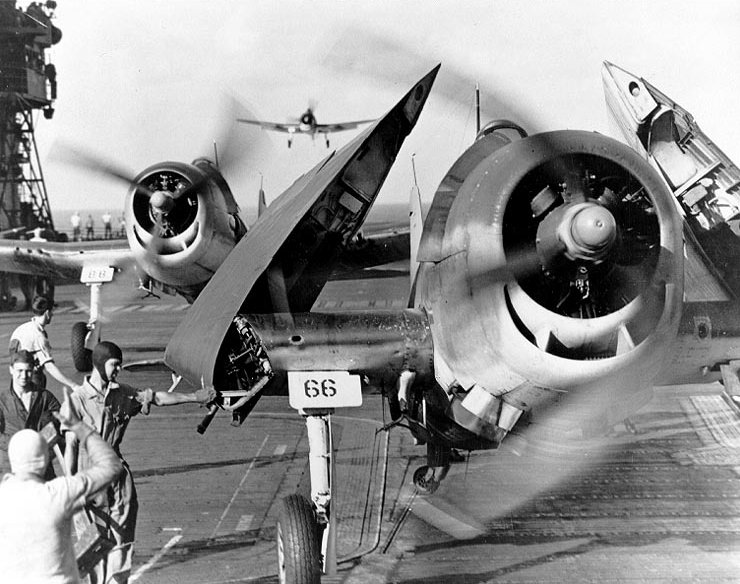
Grumman F6F-3 Hellcats en la coberta de vol amb les seves ales plegades.

L'armament corrent del Hellcat consistia en sis metralladores Browning M2 calibre .50 (12,7 mm) amb 400 projectils cadascuna; més endavant li van ser instal·lats 3 suports sota el fuselatge i les ales per carregar un màxim de 900 kg de bombes. El suport central també podia portar un tanc llançable de combustible de 568 litres. Sis coets de 127 mm HVAR (High Velocity Aicraft Rocket, Coet d'Alta Velocitat llançat des d'avions) podien ser acomodats, tres sota cada ala.
Després del F6F-3, la variant més comuna era la F6F-5,que incloïa millores tals com la constitució de superfícies de control totalment metàl·liques, el reemplaçament dels vidres posteriors de la cabina per blindatge, una millor visibilitat a través del parabrisa i moltes altres millores menors. Una altra millora del F6F-5 era la possibilitat d'utilitzar armament molt més potent que el comú de 6 metralladores de 12,7 mm. Nombroses proves amb armament mixt de quatre metralladores de 12,7 mm i dos canons Hispano de 20 mm, van ser dutes a terme encara que cap Hellcat va ser produït utilitzant aquesta configuració. No obstant això, alguns caces nocturns F6F-5N, equipats amb radar, van ser equipats amb canons de 20 mm.
Dues F6F-5 van ser equipats amb motors de 18 cilindres i 2.100 Hp Pratt and Whitney R-2800 que era utilitzat en el F4O-4 Corsair. La nova variant del Hellcat, estava equipada amb una hèlix de quatre pales i va ser designada XF-6F-6. L'avió va demostrar ser el més ràpid de totes la variants aconseguint una velocitat màxima de 670 km/h. Es van realitzar plans per a la producció en massa d'aquesta variant, però van ser cancel·lats amb la rendició japonesa.
L'últim Hellcat va sortir de la cadena de muntatge al novembre de 1945, havent-se fabricat un total de 12.275 avions, dels quals 11.000 van ser produïts en tan sols dos anys. Aquesta sorprenent velocitat de producció va ser acreditada a l'original disseny, que requeria mínimes modificacions una vegada que la producció estava en marxa.

## Operadors
- França: Aviació Naval

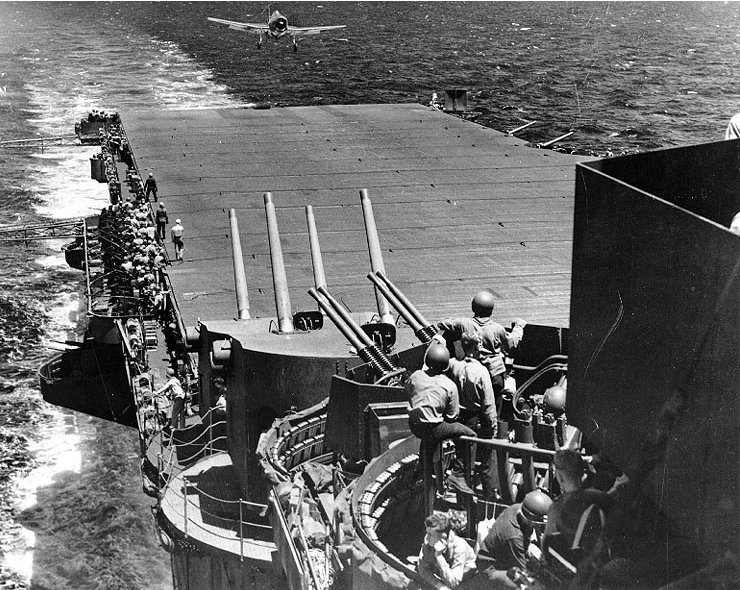
F6F aterrant durant la batalla del Mar de les Filipines.

- Regne Unit: Fleet Air Arm de la Royal Navy (Arma Aèria de la Flota de la Real Marina Britànica)
- Estats Units: US Navy, US Marine Corps
- Uruguai: Armada d'Uruguai

## Història operacional

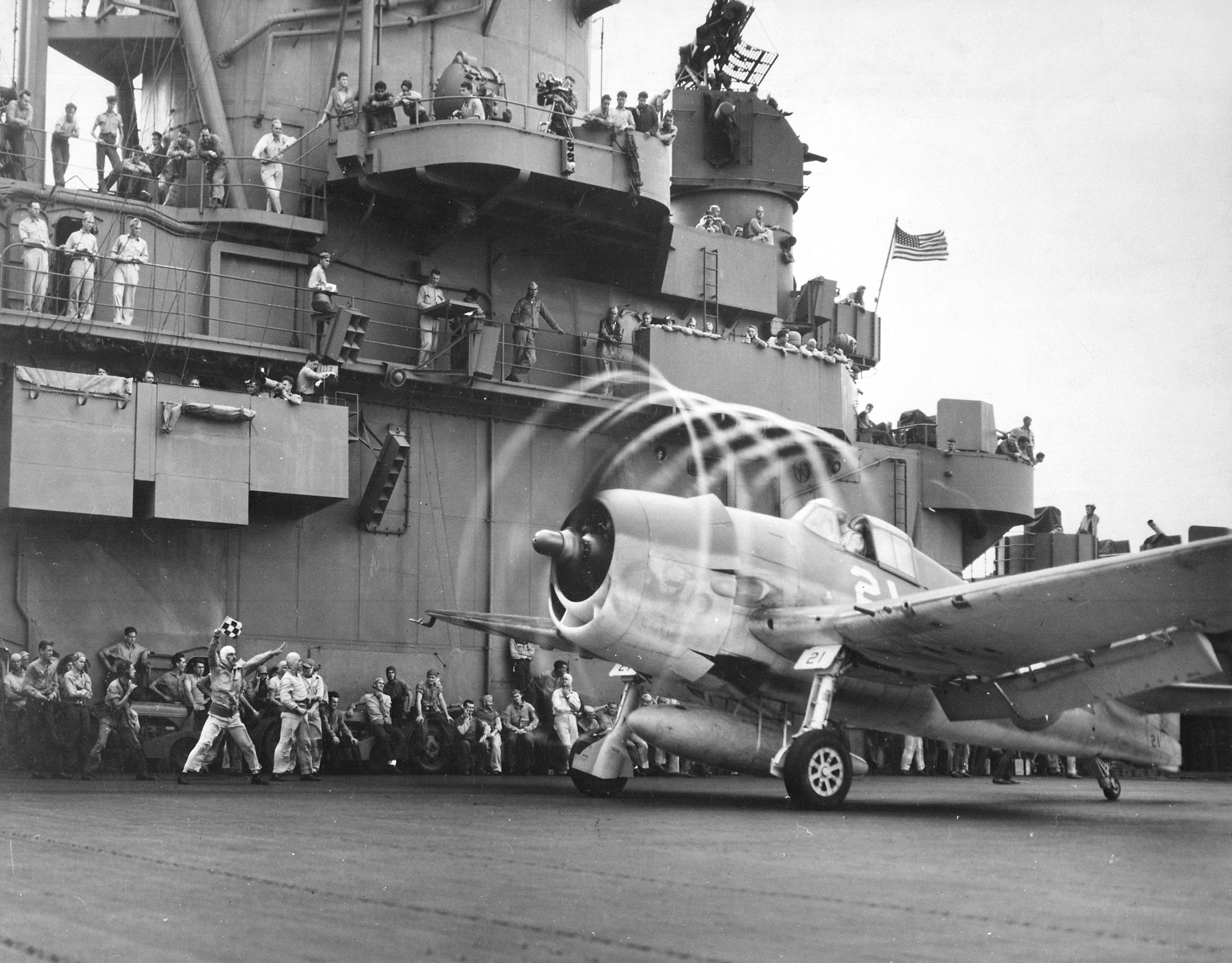
Grumman F6F Hellcat aterrant en el USS Yorktown (CV-10).

El primer combat en el qual van participar avions F6F va tenir lloc l'1 de setembre de 1943, quan caces del USS Independence (CVL-22) van derrocar un hidroavió de reconeixement japonès. Poc després, el 23 de novembre d'aquest mateix any, els Hellcats van entaular combat amb avions japonesos sobre l'Atolón de Tarawa, derrocant 30 Zero i perdent solament un F6F. L'11 de novembre de 1943, en els cels de Rabaul, avions Hellcats van entaular combats durant tot el dia amb nombrosos avions japonesos reclamant més de 100 victòries aèries i la pèrdua de 5 F6F.
Els Grumman F6F es van veure involucrats en pràcticament totes les trobades amb el poder aeri japonès des d'aquest llavors. Els F6F de la US Navy i de l'US Marine Corps van volar 66.530 sortides de combat (45% de totes les sortides de caça de la guerra, 62.386 sortides van ser fetes des de portaavions) i van destruir 5.163 avions enemics (56% de totes les victòries aèries de la Marina de la Segona Guerra Mundial) amb un cost de 270 Hellcats (ràtio de 19:1; cada 19 avions derrocats es perdia 1 Hellcat). L'aeroplà va demostrar superar a tots els seus oponents japonesos amb una ràtio de 13:1 contra el A6M Zero; 9,5:1 contra el Nakajima Ki-84; 28:0 contra el Kawanishi N1K-J; i 3,7:1 contra el Mitsubishi J2M durant l'últim any de la guerra. Quant a atacs al sòl, els Hellcats van llançar 6.503 tones de bombes.

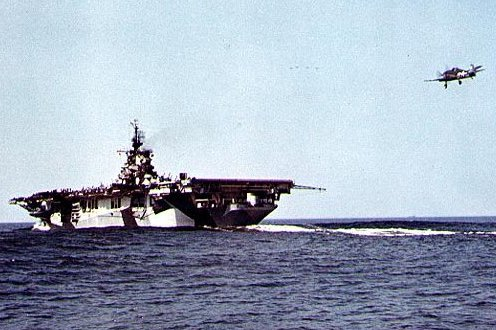
Hellcat aterrant en un portaavions nord-americà durant la Segona Guerra Mundial.

El F6F es va convertir en el principal avió productor d'Asos (almenys 5 victòries aèries) de l'inventari nord-americà, amb 306 asos d'Hellcat. Va ser el principal caça de la US Navy que va participar en la batalla del Mar de les Filipines, on van ser derrocats tants avions japonesos que les tripulacions de la US Navy van cridar la batalla The Great Mariannes Turkey Shoot (La gran cacera de galls dindis de les Mariannes). El F6F va obtenir el 75% de les victòries aèries de la US Navy en el Teatre del Pacífic. Els esquadrons de caces nocturns equipats amb radar van començar a ser operacionals a principis de 1944.
La Royal Navy britànica va rebre 1.263 sota el Lend-Lease Act (programa de crèdits i arrendaments) i ho va sobrenomenar Gannet (Alcatraz en anglès, un tipus d'au marina). Encara que en 1943 l'hi va tornar a denominar Hellcat per raons de simplicitat, el F6F-3 sent designat Hellcat F I, el F6F-5, Hellcat F II i el F6F-5N, Hellcat NF II. Els Hellcat britànics van estar en accions en el teatre noruec, el Mediterrani i a Àsia. Els F-6F britànics van ser reemplaçats ràpidament després de la guerra per avions de producció britànica.
Després de la guerra, el Hellcat va ser eclipsat per les prestacions del Grumman F8F Bearcat, avió que va ser desenvolupat durant la guerra però que no va arribar a actuar en cap teatre operatiu, per la qual cosa molts exemplars van fer tasques de segona línia, incloent la seva utilització com a entrenadors avançats.
L'Aéronavale (aeronaval) francesa també va ser equipada amb F6F-5 Hellcats i els va utilitzar en la Indoxina. La Marina d'Uruguai també els va utilitzar fins a retirar-los del servei actiu a principis de la dècada de 1960.

## Especificacions tècniques
- Envergadura: 13,06 m
- Longitud: 10,24 m
- Altura: 3,99 m
- Superfície alar: 31 m²

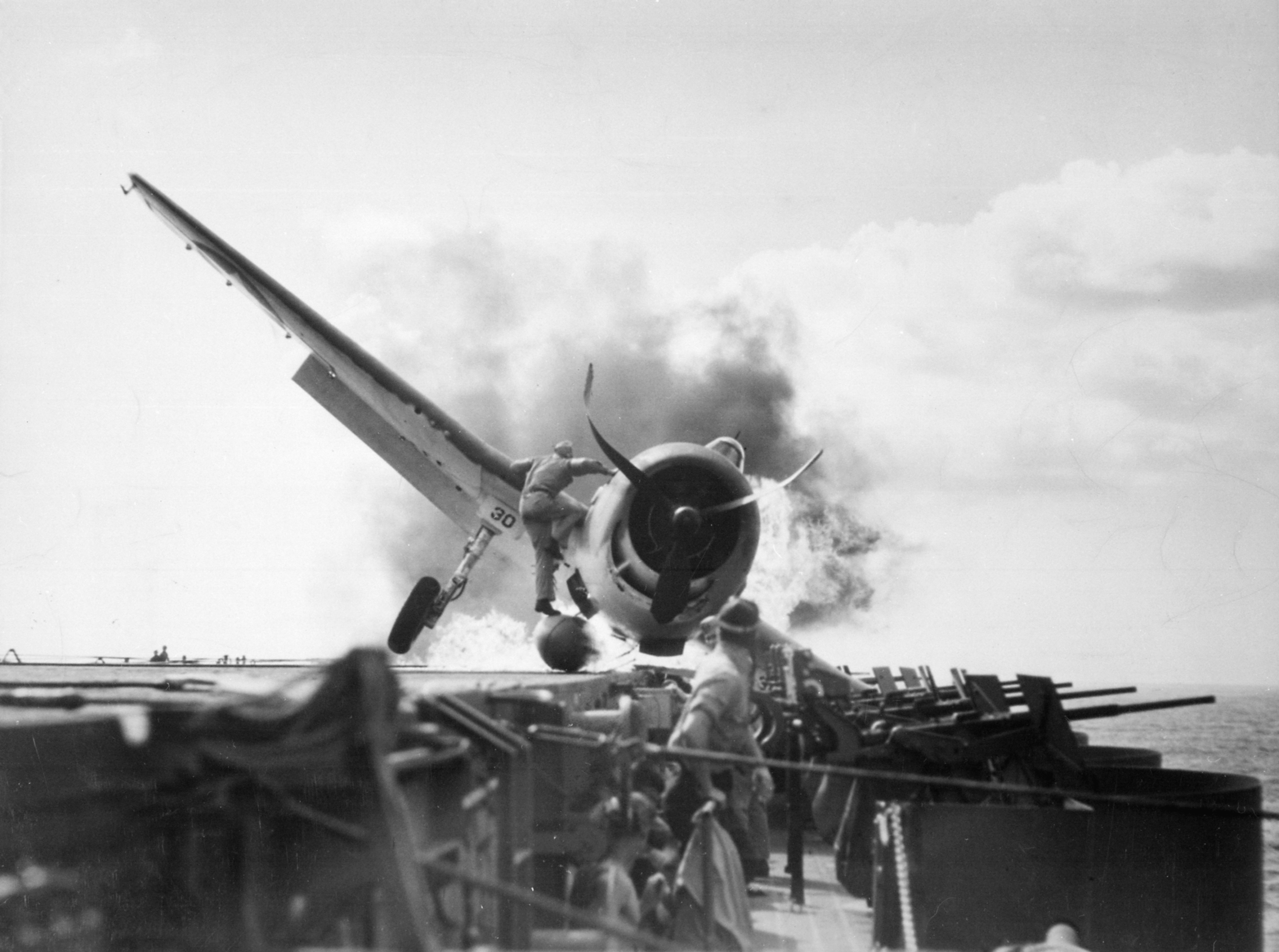
Accident durant l'aterratge d'un F6F el 10 de novembre de 1943.

- Planta motriu: (Motor Radial Pratt & Whitney R-2800-10W "Double Wasp") refrigerat per aire i 18 cilindres: 1
- Potència unitària: 2.000 Hp
- Pes en Buit: 4.190 kg
- Peso màxim en l'enlairament: 5.714 kg
- Velocitat Màxima: 605 km/h (376 mph) a 5.273 m (17.300 peus)
- Abast màxim (autonomia): 1753 km (1.090 milles)
- Sostre de servei: 11.704 m (38.400 peus)
- Velocitat d'ascens: 1.068 m/min (3.500 peus/min)
- Càrrega alar: 184 kg/m²
- Relació peso/potència: 2,72 kg/HP
- Armament:
  - Metralladores:
    - 6 x metralladores Browning M2 de 12,7 mm (calibre .50) o
    - 4 x metralladores de 12,7 mm (calibre .50) més

  - Canons:
    - 2 x canons de 20 mm

  - Bombes, Coets i Torpedes:
    - 1.800 kg de bombes, torpedes, tancs auxiliars i 2 x coets Tiny Tim de 298 mm (11,6 polzades) o
    - 6 x coets de 127 mm (5 polzades)